# 積徳高等女学校

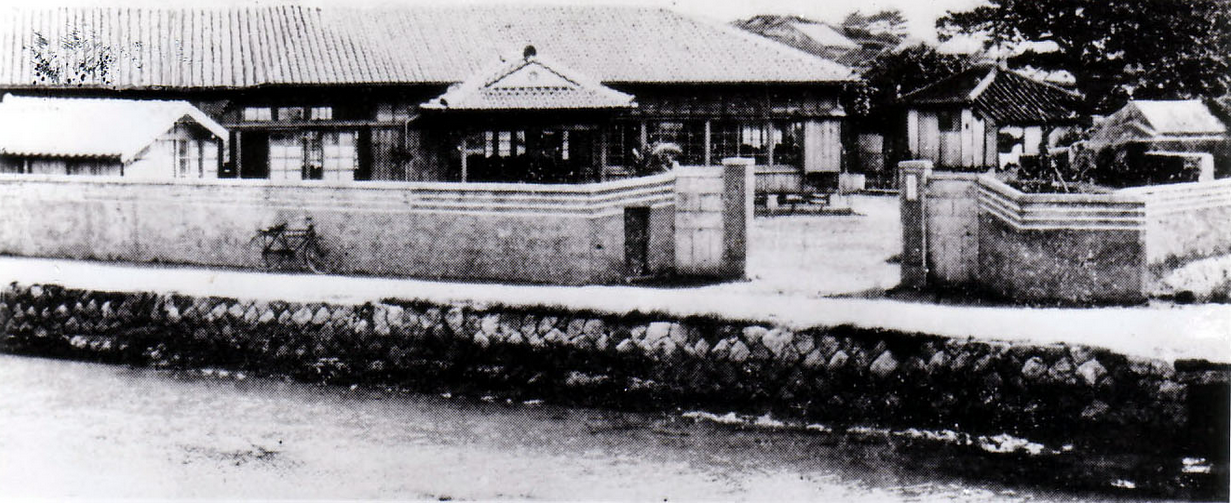
沖縄私立家政高等女学校（積徳高等女学校）

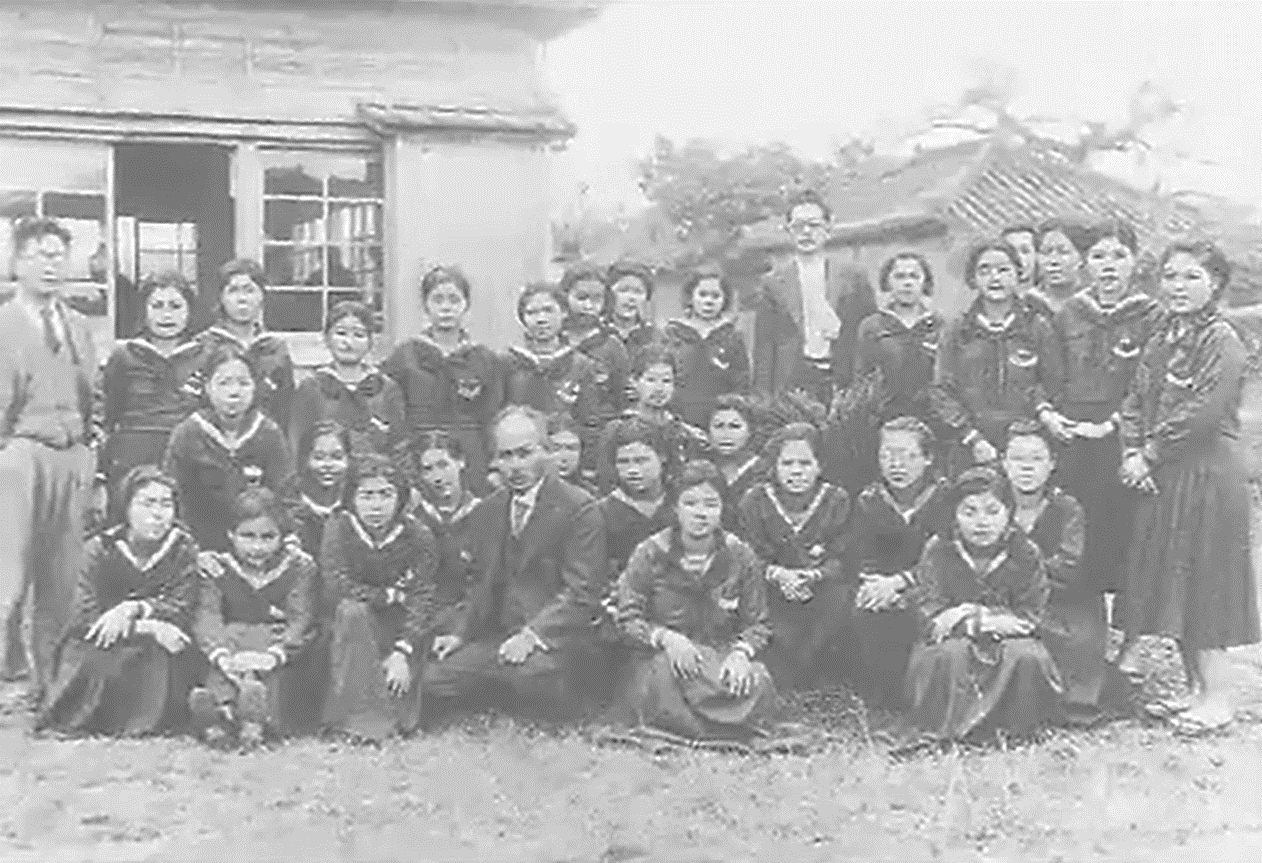
積徳高等女学校

積徳高等女学校 (せきとくこうとうじょがっこう) は、沖縄県那覇市久茂地にあった高等女学校で、1918年、大典寺 (浄土真宗本願寺派) の住職、菅深明により家政高等女学校として開始された。戦前の沖縄県で唯一の私立の高等女学校であったが、1944年の十・十空襲で寄宿舎が焼失、沖縄戦では積徳高等の学徒隊は本願寺派の「下り藤」紋から、「ふじ学徒隊」と呼ばれた。学徒たちは沖縄県立第二高等女学校の「白梅学徒隊」とともに陸軍第24師団の野戦病院に配属された。動員された25人のうち、4人が犠牲となった。積徳高等女学校は廃校となった。

## 積徳高等女学校
1918年（大正7）菅深明が大典寺の庫裏を教室として和裁と家政などを教える私塾「家政女学校」を開く。
1930年（昭和5）高等女学校となる。
1732年（昭和7）久茂地の美栄橋に校舎を新築して移転。
1943年（昭和18）沖縄積徳高等女学校と改称される。
1944年（昭和19）十・十空襲で校舎と寄宿舎が焼失する。 
1945年（昭和20）沖縄戦により壊滅、廃校となる。
2000年（平成12）大典寺に沖縄戦で戦没した積徳高等女学校の生徒並びに同窓生49人と職員５人を弔う慰霊碑が建てられた。

## ふじ学徒隊

### 学徒動員
1944年10月10日 (十・十空襲) の焼夷弾による那覇大空襲では校舎と寄宿舎が焼失、以降の授業はほとんど停止され、全校で垣花、天久、識名などの高射砲陣地構築や国場での戦車壕の構築に動員された。寮生は全員が沖縄県立第一高等女学校の近くに住む先生の自宅に寄宿することになり、そのまま看護として動員されることになる。

1945年2月からは4年生の55人全員が看護教育をうけるために東風平国民学校に送られた。3月半ばまでそこで実習訓練を受けた。卒業式は行われなかった。

### 豊見城の野戦病院
1945年3月23日の夜、積徳高等女学校の学徒たちは沖縄県立第二高等女学校の「白梅学徒隊」とともに豊見城村 (現豊見城市の豊見城城址にある第24師団第二野戦病院に配属される。動員に際し、軍医小池勇助は4年生56人全員に入隊の意思を確認し、その結果31名が除隊、確認の取れた25人の学徒のみが看護動員された。豊見城の野戦病院は、豊見城城址公園の北側、国場川に面した壕で、激戦地の首里、浦添、西原方面から収容能力を超えて次々と運び込まれ、常時600名あまりが収容されていたという。

### 糸洲の壕
5月28日、米軍が第32軍司令部壕のある首里にまで迫ってきたため、野戦病院は豊見城から南部の糸洲の野戦病院壕 (ウッカーガマ) に移動した。6月4日に激戦地八重瀬岳中腹の野戦病院から追われた白梅学徒隊の学徒が南部をさまよい糸洲の壕に助けを求めてやってきたこともあった。
6月17日からは、連続して米軍が壕にガス弾や手りゅう弾を投げ入れられ、激しい馬乗り攻撃をうける。壕入り口近くにいた多くの傷病者が犠牲となった。

### 解散令
6月26日の夕刻、洞窟の入り口に集められた生徒全員が、隊長から解散を命じられる。
6月27日夜から28日の朝にかけて、生徒たちは、猛攻撃の砲弾が飛び交う中、数名に分かれて壕を出発。最期に脱出した3人は戦闘に巻き込まれ、2人の生徒が犠牲となった。
ふじ学徒隊25名からは23人が生還した。南部の激戦地で熾烈な戦闘が展開しているさなかでの壕からの解散令は、無残にも戦場に女子学徒を放り出すこととなり、多くの女子学徒隊で過半数の戦死者率を出す一方、ふじ学徒隊の戦死者率が少なかったことは奇跡的といえる。
(1) ふじ学徒隊の解散命令は、摩文仁司令部の陥落の6月23日以降であったこと、
(2) 軍医小池勇助は女子学徒に生きて親元に必ず帰ることを諭し、衛生兵らも、米兵は民間人に危害を与えることはないから安心するよう勇気づけたこと、
もその要因として考えられる。壕から脱出した学徒たちの多くは自決することなく多く米軍の捕虜となって収容所に収容された。
のちに1人が従軍時の体験が元で自死している。そのため沖縄県の「沖縄戦に動員された21校の学徒隊」資料では、動員された25名のうち戦死者数は3名と記録されている。

### 小池勇助軍医
ふじ学徒隊を率いた部隊長兼野戦病院長の軍医、小池勇助は長野県野沢村（現佐久市野沢）に1890年に生まれ、眼科医院を開業していたが、太平洋戦争で沖縄に出征した。那覇市の積徳（せきとく）高等女学校の25人が配属された看護隊「ふじ学徒隊」を率いた。豊見城の野戦病院を撤退する際、自力で動けない傷病兵の「始末」を島尾二軍医中尉に命じるが、島尾軍医はそれに従わず、水と乾パン、手榴弾を枕元に置いて敵が来たら戦うよう励まして去ったという証言もある。中尉は一足遅れて糸洲壕へ合流する。島尾司令部壕の陥落の後、6月26日には、女学生に生きて親元に帰るように諭して隊を解散した後、自身は６月27日、糸洲の壕で青酸カリで自死した。

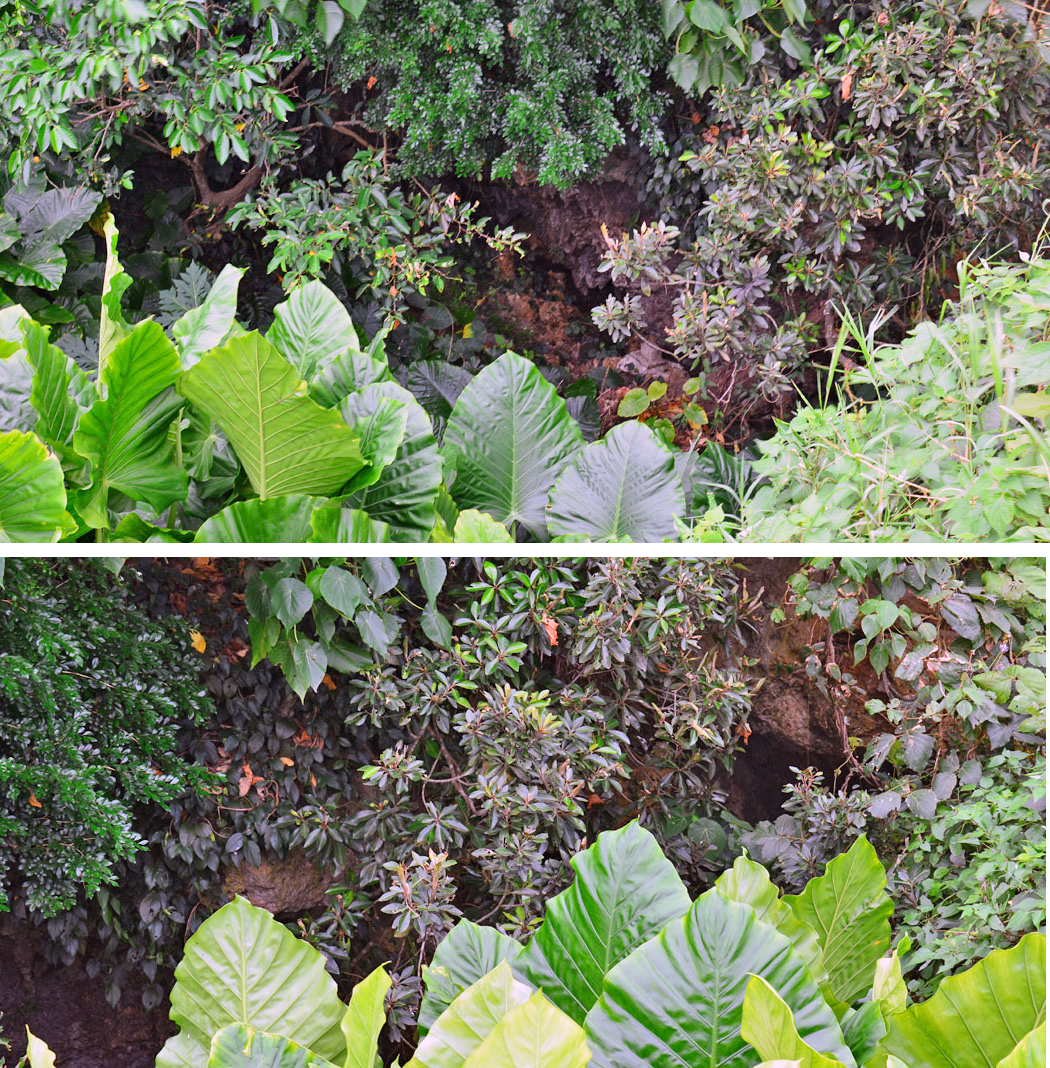
ウッカーガマとつながっているウンジャーガマ (糸満市伊敷)

### 糸洲の壕 (ウッカーガマ)
糸洲の壕は、糸満市字伊敷前原地にあるウッカーガマは、ウンジャーガマと連結し、往来が可能で、壕の全長は約200mである。糸洲住民の避難場所として使われ、住民が壕内に床板を敷いて整備して、昼は爆撃を逃れて壕内に隠れる生活を続けていた。しかし5月下旬に第24師団第2野戦病院が糸洲に撤退する際、日本軍によって糸洲住民は壕から追い出しされる。第2野戦病院としての糸洲の壕には、入口付近に衛生兵、中央部に隊長と軍医、最奥部に学徒が配置された。
壕内に地下水が流れ、轟の壕とも連結しているといわれている。轟の壕では日本兵によって300人以上もの住民が轟の壕に幽閉されていたが、宮城嗣吉夫妻が増水した水流を辿って抜け出し、米軍と交渉して6月24日から住民を救出した際には、宮城はこの水流をたどり、このウッカーガマ・ウンジャーガマに抜け出たと考えられる。

## 資料
- 積徳高等女学校昭和20年卒記念『平和を祈って』(1993年)
- 積徳学徒看護隊『積徳高等女学校 昭和二十年卒 野戦病院 血と涙の記録』積徳高等女学校昭和20年卒同期会 (1999年)
- 琉球新報『証言沖縄戦 戦禍を掘る』琉球新報社 (1995年)

## 映像
- 野村岳也監督『ふじ学徒隊』(2012年)[7]

## 証言映像記録
- 沖縄県 沖縄戦継承事業チャンネル 積徳学徒隊
- 琉球新報＜未来に伝える沖縄戦 ０５４＞仲里ハルさん（上） (下)
- 琉球新報＜未来に伝える沖縄戦　０８７＞　上原当美子さん（８５）
- 豊見城第二野戦病院壕・ふじ学徒隊（積徳女学校）：名城文子（沖縄市）
- 豊見城第二野戦病院壕・ふじ学徒隊（積徳女学校）：平良ハツ（本部町）

## 参考項目
- 沖縄戦 > 沖縄の学徒隊
- 小池勇助
- 大典寺